# Germinal Pierre Dandelin
Pour les articles homonymes, voir Dandelin.
Germinal Pierre Dandelin (12 avril 1794 au Bourget, France - 15 février 1847 à Bruxelles) était un mathématicien belge. Il est surtout connu pour ses travaux en géométrie projective.

## Biographie
Il est le fils de Pierre-Noël Dandelin, administrateur français né en Bourgogne, et de Marie-Francoise Botteman, originaire du Hainaut. Ils déménagent pour la Belgique alors qu'il est encore enfant et y étudie au Lycée de Gand, où il se fait vite remarquer par son excellence. Il remporte, en août 1813, le premier prix des mathématiques spéciales et, en novembre de la même année, entre à l'École polytechnique de Paris.
Ses études sont interrompues par la campagne de France, durant laquelle il se joint à la Garde nationale, les promotions 1812 et 1813 de l'École polytechnique ayant été mobilisées par décret impérial pour la défense de Paris. Le 30 mars 1814, il se trouvait sur la route de Vincennes quand sa batterie fut attaquée par les Russes. Il se réfugia dans les vignes voisines, mais fut blessé d'un coup de lance par un cosaque, lequel fut abattu d'une balle en pleine tête par le fils, âgé de 11 ans, de leur adjudant Clément. 
Il travaille pendant les Cent-jours au ministère de l'Intérieur sous les ordres de Lazare Carnot. Il obtient le grade de colonel après la défaite de Napoléon à Waterloo. Par après, il devient citoyen du royaume des Belgiques en 1817, obtient par le duc Bernard de Saxe-Weimar le brevet de sous-lieutenant du génie de l'armée belge le 16 avril 1817, et est nommé professeur à l'	
École des mines de Liège.
Dans les années 1820, son nom apparaît dans les listes de membres de la loge La Bonne Amitié à l'Orient de Namur.
Il est élu à l'Académie royale des sciences de Bruxelles en 1825.
Les travaux de Dandelin portent sur la géométrie projective et principalement sur les coniques, pour lesquelles il démontre plusieurs résultats, en particulier celui que l'on appelle de nos jours le théorème de Dandelin-Quetelet, qu'il prouve en 1822. Son nom est associé à la sphère de Dandelin, à la méthode de Dandelin-Gräffe qui sert à la résolution d'équations algébriques. Il a aussi publié sur la projection stéréographique, l'algèbre et la théorie des probabilités.

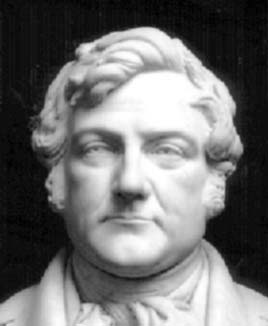

## Distinctions
- Chevalier de l'ordre de Léopold

## Sources
- Biographie du Dictionary of Scientific Biography, 1970-1990, New York .
- F. Cajori, The Dandelin-Gräffe method, in A History of Mathematics, 1938, New York, p. 364.
- A. S. Householder, « Dandelin, Lobachevskii, or Gräffe ? », American Mathematical Monthly, no 66,‎ 1959),, p. 464-466.
- A. Quetelet, G. P. Dandelin, Biographie nationale XIV, 1873, Bruxelles, p. 663-668.
- C. Runge, Praxis der Gleichungen, Berlin-Leipzig, 1921, « The Dandelin-Gräffe method », p. 136-158.